# Ozernoj
L'Ozernoj (in russo Озерной?) è un vulcano a scudo situato nella Kamčatka meridionale. Si trova vicino allo stratovulcano Ksudač.